# Georgette Topalián
Georgette Topalián es una política venezolana del Partido Socialista Unido de Venezuela (PSUV). Fue concejal del Municipio Baruta y asumió la presidencia del Concejo Municipal durante tres periodos. Fue candidata a la alcaldía del Municipio Baruta por el Gran Polo Patriótico.
Es Coordinadora Nacional de la Red de Clase Media, en el movimiento con expresión política Somos Venezuela a nivel nacional.

## Biografía
Se graduó como abogada en la Universidad Santa María. Posee tres doctorados y presenta tesis en la UCV en innovación de la gestión pública. Fue directora general del despacho de la gobernación del Estado Miranda, cuando Diosdado Cabello fue gobernador. Formó parte de la dirección de la Televisora Venezolana Social.Es responsable de la Red de Clase Media del Movimiento Somos Venezuela.

## Carrera política
En las elecciones municipales celebradas en 2013, Topalián dirigió la campaña de Winston Vallenilla, quien era entonces candidato a la alcaldía del Municipio Baruta por el Gran Polo Patriótico.

### Candidata a Diputada a la Asamblea Nacional (2015)
En las elecciones parlamentarias celebradas el 6 de diciembre de 2015, Topalián fue postulada como candidata a la Asamblea Nacional, también por el Gran Polo Patriótico; sin embargo, no resultó electa. 
|  | 84,87 % |

|  | 13,88 % |

|  | 01,21 % |

Posteriormente, Topalián fue electa delegada al tercer Congreso del PSUV con una participación importante. Fue asesora del Ministerio de Comercio cuando estuvo dirigida por la ministra Isabel Delgado. También fue Presidenta de Corpocapital, durante la gestión de la entonces Jefa de Gobierno de Distrito Capital, Carolina Cestari. 

### Concejal del Municipio Baruta (2018 - 2021)
En las elecciones a los consejos municipales celebradas en 2018, Topalián resultó electa como concejal del Municipio Baruta, siendo la primera vez que el oficialismo ganaba con mayoría calificada un concejo municipal en un bastión de la oposición venezolana. Fue electa como Presidenta del Concejo Municipal durante tres periodos. 
|  | 38,38 % |

|  | 34,48 % |

|  | 23,43 % |

|  | 03,73 % |

Siendo Concejal, Georgette Topalián atendió de manera directa el apagón de 2019, organizando a los ciudadanos y a los órganos nacionales, regionales y municipales, más un voluntariado civil. Esta contingencia duró los 16 días que pasó el municipio Baruta sin luz, tras la explosión de la subestación Humboldt.
Atendió de manera personal la pandemia de la Covid-19, hizo la ordenanza con la implementación de una serie de medidas para atender la problemática, establecidas en el decreto del 13 de marzo de 2020, pesquisando a 2.500 ciudadanos provenientes del exterior casa por casa, aún cuando no existía vacuna, en las tres parroquias del municipio Baruta. Atendió el segundo caso reportado de Covid-19 en Venezuela, siendo una habitante de Santa Cruz del este, madre de un joven integrante de la orquesta sinfónica de Venezuela. Se lograron vacunar a 230.000 Baruteños con la primera y la segunda dosis; además, se organizaron los centros de vacunación más importantes de la ciudad capital, garantizando el orden y la atención por citas, fue la primera en activar la desinfección.

### Candidata a la Alcaldía del Municipio Baruta (2021)
Para la participación en las elecciones regionales de 2021, la organización política PSUV, emite un reglamento interno para seleccionar sus candidatos. A pesar de que Topalián era de un partido aliado, Somos Venezuela (incorporada en 2018), gana las internas para Alcalde y Concejal de Baruta con un 68.20% de participación, siendo la mujer más votada en el estado Miranda, con un conteo de 10 mil simpatizantes aproximadamente. A raíz de esto, se separó de su cargo para postularse como candidata a la alcaldía del Municipio Baruta,siendo respaldada por los partidos que integran el Gran Polo Patriótico, aunque su campaña se caracterizó por el uso de colores distintos a los tradicionales del oficialismo. Durante la campaña presentó su plan de gobierno, que tendría como objetivo la «reconstrucción del municipio», mientras que su lema fue Gerencia para Baruta. 
Topalián por primera vez en una elección de esta índole en Baruta, del tradicional 4% de participación que generalmente sacaba el Gran Polo Patriótico, sube al 28,77 % de los votos, ubicándose cómo la segunda fuerza política del municipio, perdiendo ante Darwin González, que obtuvo el 64,13 %. De aquí, el 44% de los votos son de Fuerza Vecinal, siendo la primera fuerza política, mientras que la tercera es la MUD con el 9%.
|  | 64,13 % |

|  | 28,77 % |

|  | 07,09 % |